# Barenthin
Barenthin ist ein Ortsteil der Gemeinde Gumtow im Landkreis Prignitz in Brandenburg.

## Geographie
Der Ort liegt sechs Kilometer südlich von Gumtow und 31 Kilometer südöstlich von Perleberg. Zum südlichsten Ortsteil der Gemeinde Gumtow gehören zwei Splittersiedlungen oder Wohnplätze: das drei Kilometer nordöstlich gelegene Barenthin Abbau und das drei Kilometer südöstlich zu findende Barenthin Ausbau. Die Nachbarorte sind Görike und Granzow im Norden, Berlitt und Köhnsbau im Osten, Kötzlin im Süden, sowie Zichtow im Westen.

## Geschichte
1804 hatte das Dorf 268 Einwohner, verfügte über 54 Feuerstellen und war 34 Hufe groß. Neben 24 Ganzbauern, sechs Kossäten und 15 Einliegern waren eine Wassermühle, eine Schmiede und 300 Morgen Holz Teil des Ortes.
Zum 30. Juni 2002 schloss sich Barenthin mit 15 anderen Gemeinden zur Gemeinde Gumtow zusammen. Damals lebten hier 388 Einwohner.

## Kultur und Sehenswürdigkeiten
- Dorfkirche

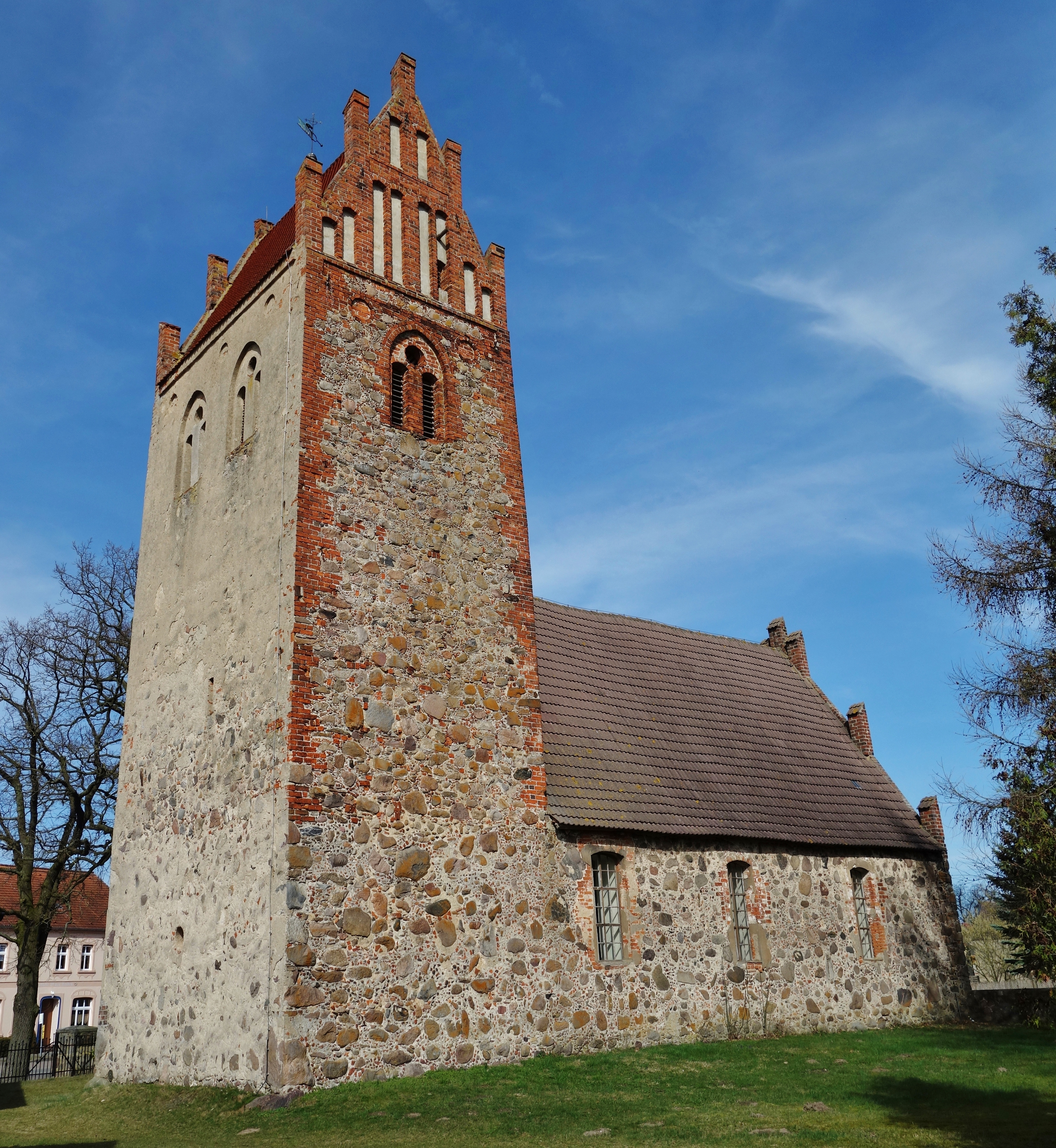
Kirche

Durch den Ort führt der historische Pilgerweg Berlin–Wilsnack.